# Tapinoma opacum
Tapinoma opacum é uma espécie de formiga do gênero Tapinoma.